# Крайнодясна политика
Крайнодясно (съответно – крайнодясна политика), екстремно дясно, твърда десница, радикална десница и ултрадясно (на английски: Far-right, extreme right, hard right, radical right, ultra-right) са термини, определящи качествената или количествената позиция на група хора или отделни личности в дясната политика. Като такива се определят партиите, които преминават границите на общоприетите демократи. Крайнодесен или крайноляв се използват, за да определят някого като политически екстремист.
Крайнодясната политика може да включва антиимиграционно или антиинтеграционно отношение спрямо групи, които смята за по-нисши или нежелани. В най-крайния си вариант екстремно десните движения провеждат политика на потисничество и геноцид срещу групи или отделни лица на основата на приписвана им малоценност.
Крайнодясната политика обикновено включва авторитаризъм, нативизъм, расизъм и ксенофобия. Асоциира се с групи или отделни лица, които изповядват екстремно националистки, ксенофобски, расистки, религиозно фундаменталистки или реакционистки възгледи. Терминът обичайно се използва по адрес на фашисти и нео-нацисти, въпреки че съществуват противоречия по отношение на местоположението на фашизма в десно-левия политически спектър.

## Галерия

### По света
- Привърженици на историческата руска крайнодясна монархистка и антисемитска организация Черносотници през 1905 г.
- Черноризците на Националната фашистка партия, водени от Бенито Мусолини в известния Поход към Рим през 1922 г.
- Членове на Ку Клукс Клан, американска бяла организация, маршируват във Вашингтон през 1928 г.
- Нацисти заедно с крайнодясната монархистка Германска национална народна партия през 1931 г., по време на съюза на двете партии в Харцбургски фронт.
- Андрей Билецки открива втория конгрес на „Патриот на Украйна“, Харков, 12 април 2008 г.[10][11]

### България
- Шествие на „Атака“ по случай Освобождението на България, 3 март 2006 г.
- „Български марш“, организиран от ВМРО, 27 ноември 2012 г.